# Ovanåker
Ovanåker er et byområde i Ovanåkers kommun i Gävleborgs län i Sverige. I 2010 var indbyggertallet 212.